# Владимир Вейт
Владимир Вейт (на чешки: Vladimír Veit) е чешки фолк певец и текстописец. Един от основателите на музикалната асоциация „Шафран“. Най-лиричният чешки фолк изпълнител. Свири на китара и хармоника.

## Биография
Владимир Вийт е роден на 13 февруари 1948 г. в гр. Бенешов близко до гр. Прага. Той е изключително скромна личност. Прекарва детството си в една от историческите стари къщи на Прага (U Tří pštrosů), която се намира близо до Карловия мост в Прага. Като малък родителите му често са го водили при баба му, която живее във Високе Лхота в района на Бенешовск. В това село, разположено до южната част на столицата, през почивните дни са се събирали много туристи, които свирят на различни музикални инструменти. Там той за пръв път се опитва да свири на китара. Поощряван от баща си, който е цигулар, започва да се учи да свири на китара. Поради вродената си природа на самотник Владимир Вейт се отдава не само на музиката, но се потапя и в царството на фантастиката и поезията. Той си спомня: „Не обичах да ходя на училище. Имах около двеста и осемдесет неизвинени за семестъра. Вместо това отивах в гората и четях по короните на дърветата“.
Той е разочарован от начина, по който тоталитарната власт оказва контрол върху преподаването в училищата. Като малък редовно посещава стълбите пред Националния музей на Вацлавския площад в Прага, култово място за събиране на младежите и споделяне на забранени книги и музикални записи. Именно там той се запознава и с Ярослав Хутка. Слушането на музицирана поезия, особено тази на Боб Дилан е импулсът, който го кара да започне да композира. Към това му начинание го подтиква и завършилият история на изкуството Моймир Хорина, с когото работят на смени в желизопътния транспорт. Това е и човекът, който запознава младия Владимир с достиженията на бароковата архитектура и изразните похвати на импресионистите.
В началото на 60-те години на XX век в Прага няма много фолк изпълнители. Владимир Вейт участва в няколко концерта в Пражкия бийт клуб, намиращ се улица Спалена. Запознанството му с Ярослав Хутка бързо прераства в приятелство. Тогава Ярослав Хутка учи в средното „Училище за художествени занаяти“ в гр. Прага. Това е и времето, когато Ярослав Хутка се учи да свири на китара. Именно Владимир Вийт е този, който му показва първите акорди на китара. Те създават фолк дует и започват да изнасят публични концерти. На един от плакатите за концертите им от това време пише: „Песни на Дилън, Донован, Ритирж и свои“. По това време фолк музиката в Чехия не е доходоносно начинание, което не е изключение и за тези двама музиканти.
Съвместната им дейност приключва в началото на 1968 г. Тогава Ярослав Хутка напуска апартамента, в който живеят и на негово място се появява бъдещата съпруга на Владимир – Карела. Апартаментът се намира в пражкия квартал Винохради. Това е и мястото, където Владимир и Карела чуват шума от съветските самолети и танкове през нощта на 21 август 1968 г. Те разбират, че от този момент нататък социалната и политическата ситуация в Чехословакия няма да се подобрява, а само ще се влошава. Затова решават да емигрират на Запад през Румъния. По това време Владимир изкарва прехраната си като разпространител на списание Pop Music Express. Задържа приходите от продажбата и заминават за Букурещ. Там обаче разбират, че не могат да емигрират без паспорти и съкрушени се връщат в Прага. При завръщането си Владимир веднага е арестуван по обвинение за присвояване на пари от продажбата на музикалното периодично издание, което той не отрича. Въпреки че иска да върне парите със заем от приятел, срещу него започва наказателно дело. След няколкото обжалвания чехословашкият съд му издава присъда от четиринадесет месеца затвор, голяма част от която той вече е излежал в следствения арест. Накрая първоначалната присъда е намалена наполовина и Владимир е освободен през пролетта на 1969 г. Тогава ситуацията в страната вече се е променила драстично. Невъзможно е дори да се помисли за бягство на Запад, което донякъде е успех за чешката фолк музика, но не и за него. Първоначално Владимир Вейт напълно изоставя музикалните си занимания. Отново започва работа в железопътния транспорт. Работи в пивоварна и като пазач на строящ се жилищен комплекс в Прага. Постепенно обаче се връща към музицирането на поетични текстове и през втората половина на 70-те години окончателно се завръща към това си начинание.
През лятото на 1977 г. той отново се среща с Ярослав Хутка, който му предлага да стане член на музикалната асоциация „Шафран“. По това време Вейт вече е завършил работа по първия си албум Quo Vadis. Участва в концертните изяви на асоциацията като заедно с Владимир Мерта и Дагмар Андртова Вонькова изнасят редица концерти в Чехия и Словакия. Той забелязва, че на концертите в кръчмата „Барачниската рихта“ в Прага, намираща се близо до къщата, в която е израснал, има много по-различна атмосфера от този на концертите в страната. Препълнената зала на заведението винаги бурно аплодира имената на певците и реагира спонтанно на всички политически намеци. Постепенно концертите започнат да привличат все по-широк кръг слушатели, включително хора от дисиденските среди и кръга около Харта 77. Владимир Вийт навързва нови запознанства. Той описва ситуацията по следния начин: „Нямахме и представа, че те идват да ни слушат. Веднъж Хутка ми уреди покана в къщата на Иван Клим, където се сприятелих с Павел Кохоут и Вацлав Хавел“. Той си спомня, че Държавна сигурност започва да се занимава с тях едва след като част от членовете на Шафран, Ярослав Хутка, Иржи Палас, Властимил Тржешняк и той подписват Харта 77.
През 1981 г. Владимир Вейт е принуден от Държавна сигурност да емигрира. Спомня си, че въпреки статута си на лице без гражданство той е имал проблеми при пристигането си в Австрия. Тогава му помага писателят Павел Кохоут, който е поддържал добри лични контакти с тогавашния канцлер на Австрия. За Вийт обаче се появява определен финансов проблем. Той е предизвикан от изискването на Чехословахия емигращите на Запад да заплатят определена парична сума за всичко, което държавата им е осигурила през живота, най-вече – таксите за образование. Голяма сума е трябвало да бъде изплатена за средното образование на съпругата му. По онова време семейството не разполага с такива финансови средства. Помага им техният заможен американски приятел Робърт Стайн, който няколко години по-рано срещат случайно в Южна Чехия. Вейт добре си спомня срещата им в Прага: „Той ме попита какво още правя тук и аз му казах, че бих искал да напусна Чехословакия, но нямам пари. Той бръкна в джоба си, извади пачка банкноти, постави ги на масата и каза да си тръгваме“. Така е отстранено и последното препятствие по пътя към емиграция.
На 13 февруари 1981 г., в деня на тридесет и третия му рожден ден, той заминава за Виена. На гарата го очаква служител на Министерство на външните работи на Австрия, който му дава ключовете от апартамент в тринадесети район, който може да ползва заедно със семейството си, докато си намери сигурна работа. По-късно във Виена пристигат жена му и децата. Владимир вече е започнал работа в компания за печатарски технологии. Чешкият свещеник от църквата „Св. Карл Боромео“ му помага да си намери и друга работа. През следващите години той се занимава и с разпространение на туристически пътеводители, сувенири и религиозни предмети в едно от страничните помещения на църквата.
През 80-те години той пише текстове за радиата „Свободна Европа“ и „Гласът на Америка“. По-късно дори пътува до Мюнхен, където заедно с Карел Крил записват няколко едночасови програми посветени на фолк музиката и поезия, които се излъчват по радио „Свободна Европа“. Точно преди началото на Нежната революция, в началото на ноември 1989 г., той участва на фестивала за писане на песни, състоял се в гр. Вроцлав, Полша. Там се събират изпълнители, които от много време живеят в чужбина, и такива, успели да оцелеят в тоталитарна Чехословакия. Владимир Вийт пътува до Вроцлав с кола през Западна и Източна Германия, защото Чехословакия отказва да му издаде транзитна виза.
Той е допуснат да посети Прага едва след промените през 1989 г. Завръща се в Чехословакия през 1990 г. Остава обаче свързан с австрийската столица и с добрите приходи от продажбата на туристически и религиозни артикули. През годините бившият член на асоциация „Шафран“ пътува често до Виена. Едва през 2000 г. успява да се установява окончателно в Южна Чехия.
Владимир Вейт живее и твори в гр. Прачатичко. Освен осъществяване на собствени проекти и концерти, той композира и музиката към текстове написани от Ярослав Хутка. Владимир Вийт остава верен на искрения музикален израз – стил, който открива още като тийнейджър и се превъръща в основен двигател на живота му.
Неговите музикални албуми са издадени от издателствата: „Шафран“ в Швеция, “Alfa” в Австрия, а след 1989 г. и от чешките музикалните издателства “Panton”, “Bonton”, “Indies Records” и “Galén”. Той, подобно на Ярослав Хутка, издава като самиздат и няколко компактдиска (CD).
През 2016 г. излизат и автобиографичните му мемоари „Все още не е свършило“ (Ještě to neskončilo).

## Признание
През 2021 г. Министърът на отбраната на Чехия връчва на Владимир Вийт удостоверение за участник в антикомунистическата съпротива.

## Дискография
- Texty, 1982
- Quo vadis, 1984
- Ve lví stopě, 1985
- Šla Nanynka do zelí, 1985
- François Villon: Básně. Hraje a zpívá Vladimír Veit, 1986
- Ještě to neskončilo, 2000
- Kde domov můj, 2001
- Slova, 2002
- Jménem poesie, 2003
- Variace na renesanční téma. Vladimír Veit hraje a zpívá básně Václava Hraběte, 2004
- Křišťálové studánky, 2004
- Štěstí, 2007
- Písničkář, 2011, (издателство Galén) – записано с участието на Владимир Мерта
- Rosa coeli, 2013, (издателство Galén, G13044-2), 2013
- A kdybych už měl umřít…, 2016 (издателство Galén)
- Až se mé roky sesypou, 2019 (издателство Galén)
- Milenci ve sněhu, 2023 (издателство Galén)